# ČSD E 669.3 sorozat
A ČSD E 669.3 sorozat egy csehszlovák Co’Co’ tengelyelrendezésű, 3 kV DC áramrendszerű villamosmozdony-sorozat volt. A Škoda gyártotta 1971-ben. Összesen 43 db készült belőle. Az ország felbomlása után a mozdonyok a ŽSSK-hoz kerültek, mint ŽSSK 183 sorozat.